# Barry Goldwater
Barry Morris Goldwater (ur. 2 stycznia 1909 w Phoenix, zm. 29 maja 1998 w Paradise Valley) – amerykański polityk republikański z Arizony, ojciec polityka Barry’ego Goldwatera.

## Życiorys
Urodził się w stolicy Arizony, Phoenix. Jego ojciec był z pochodzenia Żydem, imigrantem z Polski, ale rodzina Goldwaterów należała do wyznawców kościoła episkopalnego. Jego matka, Josephine z d. Williams, była potomkinią protestanckiego teologa angielskiego Rogera Williamsa.
W czasie II wojny światowej był pilotem w US Air Force. Awansował do stopnia generała majora.

### Kariera polityczna
Goldwater został działaczem Partii Republikańskiej w 1949.

#### Senator po raz pierwszy
Po raz pierwszy wybrano go w skład Senatu USA (z ramienia Partii Republikańskiej) w 1952. W czasie swej pierwszej kadencji był kolegą i zwolennikiem senatora Josepha McCarthy’ego z Wisconsin (jako jeden z 22 senatorów głosował przeciwko jego potępieniu, kiedy ten zapędził się zbyt daleko w swoich „polowaniach na czarownice” i zaczął dobierać się do wojskowego establishmentu). Przyjaźnił się też z demokratycznym senatorem z Massachusetts Johnem F. Kennedym. Nie lubił się natomiast z Lyndonem B. Johnsonem z Teksasu i Richardem Nixonem z Kalifornii (wszyscy trzej mieli zostać prezydentami).
W Senacie Goldwater reprezentował poglądy radykalnie konserwatywne. Jako jeden z nielicznych republikanów sprzeciwił się w 1964 ustawie o prawach obywatelskich. Był też zagorzałym antykomunistą.

#### Wybory prezydenckie w 1964
W wyborach 1960 demokrata John Kennedy pokonał Richarda Nixona i został prezydentem. Po tragicznej śmierci Kennedy’ego w 1963 w Gabinecie Owalnym zasiadł Lyndon Johnson, który miał zamiar ubiegać się w 1964 o własny mandat.
Goldwater pokonał w prawyborach republikańskich m.in. gubernatora stanu Nowy Jork Nelsona Rockefellera (który stracił wiele na swojej sprawie rozwodowej) i uzyskał nominację jako kandydat swej partii na prezydenta. W związku z tym musiał zrezygnować z ubiegania się o ponowny wybór do Senatu. Jego kandydatem na wiceprezydenta został kongresmen z Nowego Jorku i tytularny lider partii William E. Miller. Goldwater wcześniej proponował to stanowisko liberalnemu gubernatorowi Pensylwanii i rywalowi do nominacji Williamowi Scrantonowi, ale ten odmówił.
Johnson odniósł w listopadowych wyborach przytłaczające zwycięstwo (zdobył 61 procent oddanych głosów, co było największym odsetkiem w historii wyborów w USA). Goldwater uzyskał większość tylko w sześciu stanach, w tym w rodzinnej Arizonie.

#### Senator po raz drugi
Po raz drugi wybrano go senatorem w 1968. Zasiadał w tej izbie do 1987.

## Cytaty
- Jak można poprzeć politykę Reagana w Ameryce Łacińskiej skoro, do diabła, nie wiadomo nawet, co on tam robi?
- Ekstremizm w obronie wolności nie jest wadą.
- Nie zawahałbym się, będąc już prezydentem, zrzucić niewielką bombę atomową na chińskie linie zaopatrzeniowe w Wietnamie.

## Inne informacje
- Po 1981 Goldwater, uważany za ojca chrzestnego amerykańskiego konserwatyzmu, przyjął pozycję libertariańskie i ostro krytykował organizacje fundamentalistów chrześcijańskich
- Goldwater był też znanym fotografem amatorem
- Goldwater jako pierwszy znaczący polityk zadeklarował publicznie wiarę w to, iż UFO odwiedza ziemię, a rządy kryją informacje na ich temat.
- Od wczesnych lat 20. XX w. był aktywnym krótkofalowcem. Jego znaki wywoławcze to: 6BPI, K3UIG, K7UGA[2]